# Abderrahmane Morceli
Abderrahmane Morceli (arabisch عبد الرحمن مرسلي‎; * 1. Januar 1957) ist ein ehemaliger algerischer Mittelstreckenläufer.
Morceli wurde dreimal Algerischer Meister im 1500-Meter-Lauf. Bei der Universiade 1977 in Sofia gewann er über dieselbe Distanz die Bronzemedaille. 1979 wurde er bei den Leichtathletik-Afrikameisterschaften in Dakar im 1500-Meter-Lauf Zweiter hinter dem Kenianer Mike Boit und belegte bei den Mittelmeerspielen in Split den zweiten Platz im 800-Meter-Lauf und den dritten Platz über 1500 Meter. Außerdem nahm er im 1500-Meter-Lauf an den Olympischen Spielen 1980 in Moskau und 1984 in Los Angeles sowie an den Leichtathletik-Weltmeisterschaften 1983 in Helsinki teil, konnte sich dort aber nicht für ein Finale qualifizieren.
Abderrahmane Morceli ist 1,71 m groß und hatte ein Wettkampfgewicht von 61 kg. Nach dem Ende seiner aktiven Laufbahn trainierte er seinen jüngeren Bruder, den Olympiasieger und mehrfachen Weltmeister Noureddine Morceli.